# Тутраканско блато
Тутраканското блато, наричано още Калимок и Балтата е крайдунавско блато, разположено в Побрежието, западно от град Тутракан и северно от село Нова Черна. Площта му е 9,2 км². През 1981 г. започва строителството на рибарници в района на Тутраканското блато с обща площ около 520 ха, които са най-големите на територията на България. Блатото Калимок се превръща в рибарници и дълго време се използва като такива. Други рибарници се построяват близо до Нова Черна. Те силно нарушават блатната екосистема. Въпреки това около 1990 година се задържат около 400 ха площ от Тутраканското блато, Бръшленското блато и част от блатото Калимок (ок. 55 ха), южно от зона изток на рибарниците. Всички те, плюс блатата североизточно от Русе (голямото с площ 7 ха), Мартенското блато (23 ха), блатото Сливица (превърнато в рибарник с площ 12 ха), Сливополските блата (голямото 4 ха), Борисовските блата (голямото 3 ха), Недева локва (0,8 ха), Николова локва (1 ха), Карачорова локва (0,5 ха), Йонкова локва (0,7 ха), Вълков гьол (0,2 ха), Емешенлийски гьол (1,1 ха), Радичовия гьол (1,2 ха), Домузгьол (0,6 ха), Дирин гьол (периодично пресъхващо блато, ок. 5 ха), Хотанското блато (Хотанско дере, площ 1,8 ха), Сандрово блато (рибарник, 2 ха), Кирезовото блато (превърнато в рибарник с площ 20 ха), Бабовските блата (едното е превърнато в спортно, а останалите често пресъхват, голямото 7 ха), Ашакоруйското блато (рибарник, 2,1 ха), Саръчалийското блато (рибарник, 8,5 ха), Ряховското блато (рибарник, 8 ха), Керавските блата (рибарници, голямото с площ ок. 6,5 ха) и Кютюклийското езеро (Цар-Самуиловско езеро, 6 ха) са остатъци от най-голямото блато, съществувало някога на територията на България - Голямото блато с площ 19,1 км². Пример за добра практика за опазване на влажните зони и рационално използване на природните богатства е Защитената местност „Калимок-Бръшлен“. В средата на 2009 година приключи проектът за възстановяване на влажни зони и намаляване на замърсяването. Насочен е към тази зона и парка „Персина“. Проектът е финансиран от Световната банка. Изградени са хидротехнически съоръжения и е възстановено съществувалото преди години блато.